# Oroperipatus multipodes
Oroperipatus multipodes är en klomaskart som först beskrevs av Fuhrmann 1913.  Oroperipatus multipodes ingår i släktet Oroperipatus och familjen Peripatidae. Inga underarter finns listade i Catalogue of Life.